# Friedel Hoffmann
Friedel Hoffmann, geborene Schmiedel, ab 1952 verheiratete Lange (* 14. Dezember 1912 in Neukölln; † 26. Dezember 1997 in Berlin) war eine deutsche Widerstandskämpferin gegen den Nationalsozialismus, SED-Funktionärin, FDJ-Funktionärin und Vorstandsmitglied der Vereinigung der Verfolgten des Naziregimes (VVN).

## Leben
Schon nachdem sie die Schule verlassen hatte, kam es zum ersten großen Konflikt ihres Lebens. Sie wollte Lehrerin werden, musste aber erst einen anderen Beruf erlernen, damit ihre Mutter wenigstens die Miete für die kleine Wohnung bezahlen konnte. Hoffmann trat im Jahr 1930 in die Sozialdemokratische Partei Deutschlands (SPD) ein. Von 1930 bis 1933 gehörte sie als Mitglied dem Bezirksvorstand der Sozialistischen Arbeiterjugend (SAJ) an. Nach der Machtergreifung der NSDAP setzte sie ihre antifaschistische Arbeit in der illegalen Widerstandsgruppe Parole fort. 1934 wurde sie in „Schutzhaft“ genommen, von einem Gericht zu einer Gefängnisstrafe verurteilt und musste sechs Monate Haft in einem Frauengefängnis verbüßen. Nach ihrer Entlassung im Jahr 1935 war sie weiter illegal tätig. Während der Haft von Werner Seelenbinder gab sie sich als seine Verlobte aus und schmuggelte mehrfach Informationen zu ihm.
Als die NS-Herrschaft beseitigt worden war, wurde sie Mitglied im Kreisvorstand der SPD von Berlin-Neukölln. Sie war als Mitglied des Zentralen Jugendausschusses Mitbegründerin der Freien Deutschen Jugend (FDJ). Am 28. Februar 1946 gehörte sie als Vertreterin der SPD zu den Antragstellern auf Zulassung der FDJ bei der Alliierten Kommandantur in Berlin. Die Zulassung der FDJ in Berlin erfolgte allerdings erst am 7. Oktober 1947, neunzehn Monate nach der Zulassung der FDJ in der übrigen sowjetischen Besatzungszone. Als Delegierte der SPD nahm sie am 14. April 1946 am Vereinigungsparteitag der Berliner KPD und SPD teil, wurde in die Landesleitung Berlin der Sozialistischen Einheitspartei Deutschlands (SED) gewählt und arbeitete bis 1948 paritätisch mit Gerda Sredzki im Jugendsekretariat des SED-Landesvorstandes von Groß-Berlin. Sie war auch Delegierte des Vereinigungsparteitages der KPD und der SPD am 21./22. April 1946 und gehörte seit 1946 der Ersten Stadtverordnetenversammlung von Groß-Berlin an. Ab 1948 gehörte sie dem Ersten Volksrat der SBZ mit dem Mandat der FDJ an. In den Jahren 1947 bis 1950 war Hoffmann Mitglied des SED-Parteivorstands. Etwa zur gleichen Zeit war sie auch Mitglied des FDJ-Zentralrats. Von 1948 bis Oktober 1950 war sie Erster Sekretär der SED-Kreisleitung Berlin-Weißensee, wurde von Johann Raskop abgelöst und anschließend als Kulturdirektorin des Werkes für Fernmeldewesen HF Köpenick eingesetzt.
Seit 1947 war sie Mitglied im Vorstand der VVN in der Sowjetischen Besatzungszone (SBZ).